# Giuseppe Conte
Giuseppe Conte (født 8. august 1964 i Volturara Appula Italien) er en italiensk politiker, der fra 1. juni 2018 til den 13. februar 2021 var været Italiens premierminister. I de første knap 14 måneder bestod regeringen af en koalition mellem partierne Movimento 5 Stelle (Femstjernebevægelsen) og Lega Nord (også blot kaldet Lega). Efter en strid mellem partiet Lega og Femstjernebevægelsen, forlod Legas leder Matteo Salvini regeringen og Conte så sig nødsaget til d. 20. august 2019 at indgive sin afskedbegæring til Italiens præsident Mattarella, men denne gav allerede d. 29. august 2019 Conte i opdrag at danne en ny regering på baggrund af partierne Femstjernebevægelsen og centrum-venstre partiet Partito Democratico. Derved blev foreløbig det nyvalg, som Salvini havde håbet på ville blive udfaldet af regeringskrisen, afværget.
Han blev afløst som premierminister af Mario Draghi.